# USS Nimitz (CVN-68)

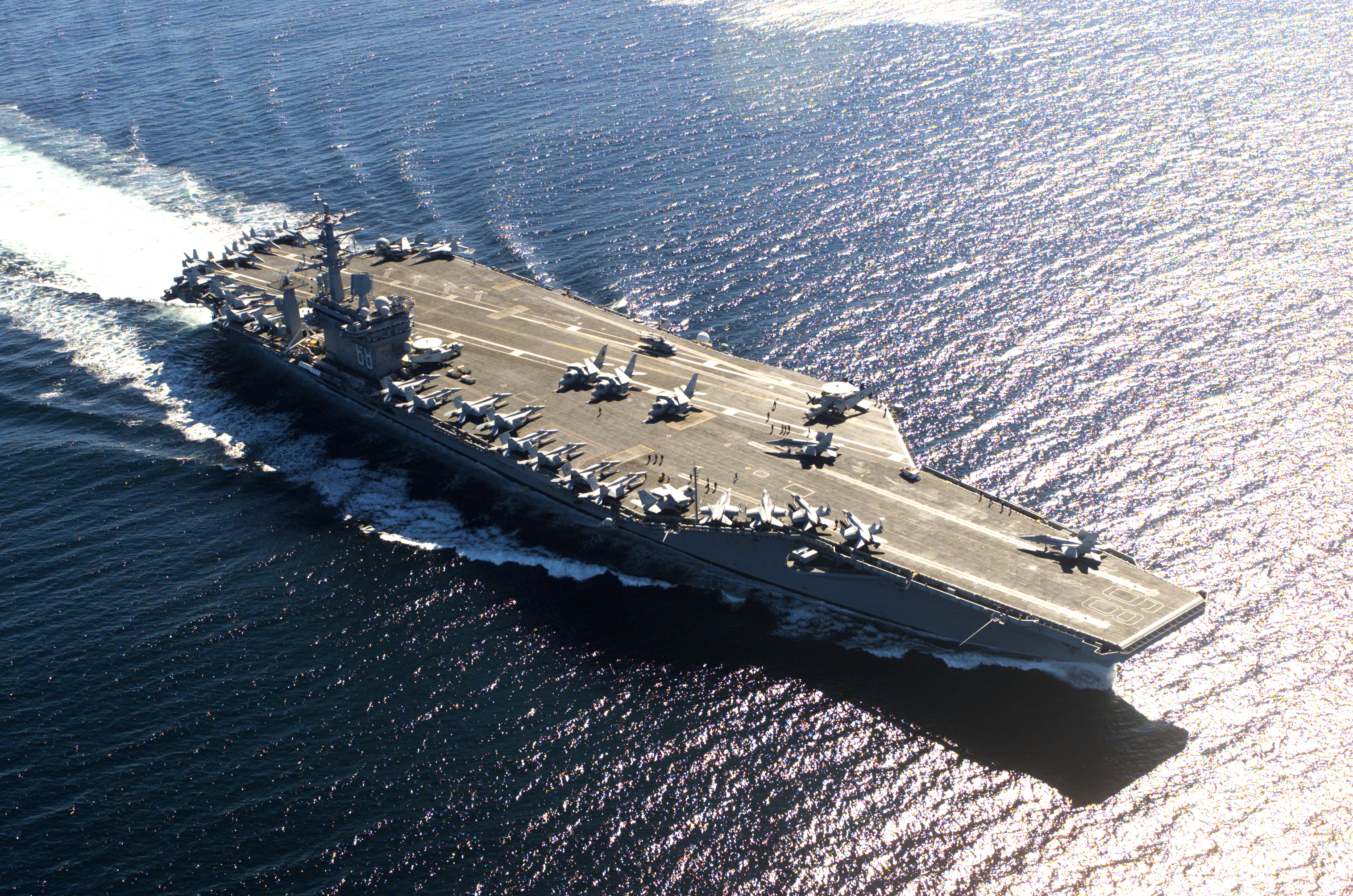

USS Nimitz (CVN-68) – amerykański lotniskowiec o napędzie atomowym, pierwszy okręt typu Nimitz. W służbie Marynarki Wojennej Stanów Zjednoczonych od 1975 roku. Nazwany na cześć amerykańskiego admirała Chestera Nimitza. Portem macierzystym okrętu jest obecnie (od 2015 roku) port Kitsap w Stanie Waszyngton. Początkowo koszt budowy okrętu miał zamknąć się kwotą 1 881 mln dolarów. Jednak podczas trwania jego budowy koszty te zwiększyły się do ponad 2 miliardów dolarów (dokładna kwota jest na razie nie do ustalenia).
Jest drugim amerykańskim lotniskowcem o napędzie atomowym po USS „Enterprise”. Został zamówiony 31 marca 1967. Stępkę pod okręt położono 22 czerwca 1968. Okręt został zwodowany 13 maja 1972 i wszedł do służby 3 maja 1975. W 1980 z lotniskowca wystartowały helikoptery w nieudanej operacji Orli Szpon, która miała uwolnić amerykańskich zakładników w Iranie. 19 sierpnia 1981 dwa myśliwce F-14 operujące z tego lotniskowca zestrzeliły dwa libijskie Su-22 podczas potyczki nad zatoką Wielka Syrta. W 1991 okręt wziął udział w wojnie z Irakiem.
Wyposażenie elektroniczne tego okrętu po wodowaniu było następujące: Nawodny Taktyczny System Informatyczny podłączony do anteny łączności satelitarnej typu OE-82. Radary: dopplerowski radar obrazowania przestrzennego w trójwymiarze SPS 48; radar nadzorujący przestrzeń powietrzną typu SPS 43A; radar nadzoru nawodnego typu SPS 10 oraz trzy radary nawigacyjne typu SPN 42, SPN 43 i SPN 44. W pierwotnym wyposażeniu okręt nie posiadał sonaru. Najbardziej chronionymi częściami okrętu są zbiorniki z paliwem, magazyny amunicji oraz wieża dowodzenia. Wykorzystano do ochrony pasywnej tych wrażliwych miejsc pełnokompozytowy materiał o nazwie Aproximetal. W niektórych miejscach jego grubość dochodzi nawet do 2,5 cala. Po wejściu do służby okręt posiadał trzy skomputeryzowane zestawy przeciwlotnicze typu Vulcan Phalanx Mk 15 do obrony bliskiej, wyrzutnie rakiet Sea Sparrow Mk 29 i Mk 25 na średni dystans oraz dwa 40 mm działka salutowe.